# 18D/Перрайна — Мркоса
Комета Перрайна-Мркоса (18D/Perrine-Mrkos) — короткопериодическая комета из семейства Юпитера, которая была открыта 9 декабря 1896 года американским астрономом Чарлзом Перрайном в Ликской обсерватории. Она была описана как диффузный объект 8,0 m звёздной величины с хорошо различимым ядром и хвостом не менее 30 угловых минут. Комета обладает довольно коротким периодом обращения вокруг Солнца — чуть более 6,7 года.

Орбита кометы Перрайна-Мркоса и её положение в Солнечной системе

## История наблюдений
Комета особенно широко наблюдалась в конце декабря, когда яркость ядра достигла 10,5 m, а размер комы 3 угловых минут. Затем комета была потеряна в январе, но в начале февраля её всё же удалось обнаружить, но уже гораздо более тусклой, — лишь несколько обсерваторий смогли продолжать следить за ней вплоть до 4 марта. К тому времени уже был рассчитан первый вариант эллиптической орбиты, которая по своим характеристикам имела сильное сходство с ранее потерянной кометы Билы, — отличие состояло лишь в расположении перигелия. Но опубликованная 4 февраля, уточнённая орбита, даже с учётом возможных гравитационных влияний со стороны Юпитера, полностью исключало совпадение орбит этих двух комет. Согласно этим расчётам комета прошла перигелий незадолго до своего открытия 25 ноября, а её орбитальный период составлял 6,44 года.
В следующий раз комета должна была вернуться в перигелий 4 ноября 1909 года и незадолго до этого, 12 августа, комета действительно была обнаружена немецким астрономом Августом Копффом, который оценил её яркость в 15,0 m. Комета наблюдалась вплоть до 21 ноября. Следующее возвращение в 1916 году считалось неблагоприятным и потому никаких поисков не проводилось. Зато комета должна была быть хорошо видна в 1922 году, но как и в последующие несколько возвращений найти её не удалось.
Комета случайно была обнаружена 19 октября 1955 года чешским астрономом Антонином Мркосом в обсерватории Скалнате Плесо при помощи обычного бинокля. Комета вновь была замечена в 1961 и 1969 годах, при этом её яркость достигала значения 13,0 m. В 1975 году максимальная яркость кометы должна была достичь 15,0 m, но обнаружить комету в этом году, как и во все последующие, так и не удалось.